# Célia Rocha
Célia Maria Barbosa Rocha (Arapiraca, 29 de outubro de 1952) é uma médica e política brasileira, filiada ao Partido Liberal (PL).
Foi prefeita de Arapiraca de 1997 a 2000 (pelo Partido da Social Democracia Brasileira (PSDB), reeleita em 2000 para mandato de 2001 a 2004, e novamente eleita em 2012, para mandato de 2013 a 2016 (pelo PTB).
Foi deputada federal de 2010 a 2012, quando se afastou do cargo para concorrer à prefeitura de Arapiraca.